# Jelle Witteveen
Jelle Witteveen (Ferwerd, 28 juli 1933 – Voorschoten, 30 mei 2016) was een Nederlands civiel ingenieur, onderzoeker en directeur bij TNO Bouw, en emeritus hoogleraar toegepaste mechanica bij de afdeling der civiele techniek van de Technische Hogeschool Delft.
Als onderzoeker bij TNO en later bijzonder hoogleraar aan de Technische Hogeschool te Delft heeft Witteveen een belangrijke bijdrage geleverd aan de verdere ontwikkeling van het vakgebied van de staalbouw.

## Levensloop
Na de hogereburgerschool studeerde Witteveen weg- en waterbouwkunde aan de Technische Hogeschool te Delft. Door de colleges van A. A. van Douwen werd zijn interesse in staalconstructies gewekt. Hij studeerde af in de toegepaste mechanica onder begeleiding van A. L. Bouma.
Na zijn afstuderen begon Witteveen in 1958 bij het Instituut TNO voor Bouwmaterialen en Bouwconstructies, waar hij zich richtte op onderzoek van staalconstructies. In 1976 werd hij aangesteld als bijzonder hoogleraar in de toegepaste mechanica aan de Technische Hogeschool Delft, waarbij hij de intreerede sprak, getiteld "Lessen uit de geschiedenis van de toegepaste mechanica." Hij werkte ook verder bij TNO zelf, waar hij uiteindelijk directeur van TNO Bouw werd. In 1994 ging hij met pensioen.   
Witteveen is onderscheiden als officier in de Orde van Oranje-Nassau. Na zijn pensioen liet hij nog van zich spreken als voorzitter van de visitatiecommissie, die het Nederlandse onderzoek in civiele techniek en geodesie aan de TU Delft en de Universiteit Twente beoordeelde.

### Persoonlijk
Witteveen was getrouwd met An Veldkamp, en het stel kreeg drie kinderen en twee kleinkinderen. Hij overleed op 30 mei 2016 in Voorschoten.

## Werk

### Lessen uit de geschiedenis van de toegepaste mechanica, 1976
Met zijn intreerede "Lessen uit de geschiedenis van de toegepaste mechanica," uit 1976 gaf Witteveen in een eerste indruk van de geschiedenis van de sterkteleer ofwel toegepaste mechanica. Hij deelt deze onder in drie perioden, die hij als volgt typeerde: 
"De eerste periode, waaraan onder andere de namen van Galilei en van Van Musschenbroek zijn verbonden, wordt gekenmerkt door een tastend zoeken naar verbanden tussen elementaire ervaringen. Een karakteristiek voorbeeld is de poging de onbekende buigsterkte af te leiden uit de bekende treksterkte. Een begin wordt gemaakt met theorievorming en de experimentele mechanica doet haar intrede. De tweede periode is de bloeitijd van de elasticiteitstheorie. Hierbij staan theorievorming en wiskundige behandeling op de voorgrond. Hoewel de betekenis hiervan moeilijk overschat kan worden is men hierin soms te ver gegaan, door vast te houden aan de Wet van Hooke en het negeren van de werkelijke materiaaleigenschappen. Met Kazinczy en Kist treedt een derde periode in, waarbij de werkelijke materiaaleigenschappen voorop komen te staan. In zekere zin wordt hierbij teruggegaan naar de beginperiode waarbij de bepaling van het grensdraagvermogen eveneens op de voorgrond  stond."
Ten tijde van de rede, in 1976, was volgens Witteveen met de komst van de computer in de toegepaste mechanica een vierde periode zijn intrede gedaan.

### Sterkteleer als gereedschap voor de constructeur
In zijn intreerede uit 1976 stelt Witteveen expliciet, dat sterkteleer is bedoeld als gereedschap voor de constructeur. De wisselwerking daarbij typeerde hij als volgt:
" De constructeur geeft vorm aan de constructie en bepaalt de afmetingen met het oog op de sterkte, stijfheid en stabiliteit. Hierbij worden de belastingen in rekening gebracht die tijdens de levensduur van het gebouw te verwachten zijn. Dit is een ingenieurswetenschap, waarbij het gedrag van vaste doch onder belasting vervormbare lichamen kan worden bepaald. De werkelijke constructie is veelal zo ingewikkeld, dat de toegepaste mechanica er slechts vat op kan krijgen door het probleem te schematiseren..."

### Waardering
In een artikel in Heron schreven Ton Vrouwenvelder en Johan Blaauwendraad (2016): 
"... His personal expertise was in the field of steel structures, in particular nonlinear design concepts and fire safety engineering. But his interest and influence was much broader. As a director of TNO he stimulated the developments in advanced (nonlinear) Finite Element Methods (DIANA), reliability engineering methods, structural durability, quality assurance, etc.. He always encouraged his TNO-colleagues to seek national as well as international cooperation."

## Publicaties
- Witteveen, Jelle, Lessen uit de geschiedenis van de toegepaste mechanica, Intreerede TH Delft, Delftse Universitaire Pers, 1976.
- L. Twilt, en J. Witteveen. Brandveiligheid staalconstructies. Staalbouwkundig Genootschap; Stichting Staalcentrum Nederland, Rotterdam, 1980; 2e dr. 1985.
- Witteveen, Jelle, Civil engineering and geodesy, Review Committee for Civil Engineering and Geodesy, VSNU, 2001.

Artikelen, een selectie
- Witteveen, J. "Het berekenen van platen met sprongsgewijs veranderende dikte met behulp van de differentiemethode." HERON, 13 (3/4), 1965 (1965).
- Witteveen, J. "The analysis of plates of abruptly varying thickness with the aid of the method of differences." HERON, 14 (4), 1966 (1966).
- Witteveen, J. "Het gedrag van in de hoeken door puntlasten belaste platen, met toepassingen op het gebied van experimenteel spannings-en materiaalonderzoek." HERON, 15 (1), 1967 (1967).
- Vrouwenvelder, A., and J. Witteveen. "Lower Bound Approximation for Elastic Buckling Loads." HERON, 20 (4), 1975 (1975).
- Jelle Witteveen, Jan W. B. Stark, Frans S.K. Bijlaard, en Piet Zoetemeijer, "Welded and Bolted Beam-to-Column Connections," Serial Information: Journal of the Structural Division, 1982, Vol. 108, Issue 2, Pg. 433-455